# Aartsbisschoppelijk paleis (Košice)
Het Aartsbisschoppelijk paleis is een gebouw in rococo- en classicistische stijl. Het is gelegen aan de Hlavná-straat 28 (Slowaaks: « Hlavná ulica » in Košice.

## Geschiedenis
Op kerkelijk gebied was Košice in een ver verleden ingedeeld bij het rooms-katholieke aartsbisdom Eger (Hongarije).
Dit diocees was opgericht in 1001 en zijn uitgestrektheid was enorm. Meer dan acht eeuwen later bleek overduidelijk dat het moeilijk was om de parochies in zo'n groot gebied adequaat te besturen. Daarom werd in 1804 naast het bestaande bisdom Eger een nieuw bisdom Košice opgericht, waarvan Sint-Andreas de beschermheilige werd en Andrej Szabó de eerste bisschop.
Er werd besloten dat de woonplaats van de bisschop vlak bij de dom moest liggen.
Bijgevolg kocht men in de Hlavná-straat, schuin tegenover de kathedraal, vier huizen die men vervolgens verbouwde tot één grote aparte residentie.
Het gebouw werd opgetrokken in 1809 maar vatte vuur in 1841 en brandde af omdat vlammen uit het nabij gelegen brandende "Huis van Vitéz" waren overgeslagen.
De daaropvolgende wederopbouw van het bisschoppelijk paleis maakte in 1851 en 1857 een goede indruk op de Oostenrijks-Hongaarse keizer Frans Jozef I.
In die tijd waren de bisschoppelijke bibliotheek en de portrettengalerij van de bisschoppen (verwezenlijkt in 1893) nog niet beschikbaar. De gerenoveerde kapel in de linkervleugel van het hoofdgebouw was nog niet gebouwd.
Dit alles werd slechts gerealiseerd na verloop van vele jaren, terwijl Jozef Čársky (° Gbely 9-5-1886 - † Košice, 11-3-1962) als bisschop met de langste dienst (30 jaar) voor de verwezenlijking ervan zeer veel heeft bijgedragen. Na diens dood in 1962 bleef het bisschoppelijk ambt van Košice tot het einde van het socialisme (1989) vacant, alhoewel de kerkelijke rechtbank hier gevestigd was en er aalmoezeniers en nonnen woonden.
In 1995, tijdens een bezoek aan Košice, bevorderde paus Johannes Paulus II zijn medewerker van Košice, Alojz Tkáč (°Ohradzany 2-3-1934), tot aartsbisschop. Daarvoor splitste hij Slowakije in twee aartsbisdommen, namelijk Bratislava-Trnava en Košice. Dit laatste is sedertdien gevestigd in het bisschoppelijk paleis van Košice dat de facto aartsbisschoppelijk paleis werd.

## Stijl
Het gebouw heeft een eenvormige rococo-classicistische gevel, verfraaid met pilasters. Het portaalrisaliet wordt benadrukt door een balkon op pilaren.
De kamers op de eerste verdieping hebben een gewelf dat rijkelijk versierd is met stucwerk in rococo-stijl.

## Herdenkingsplaten

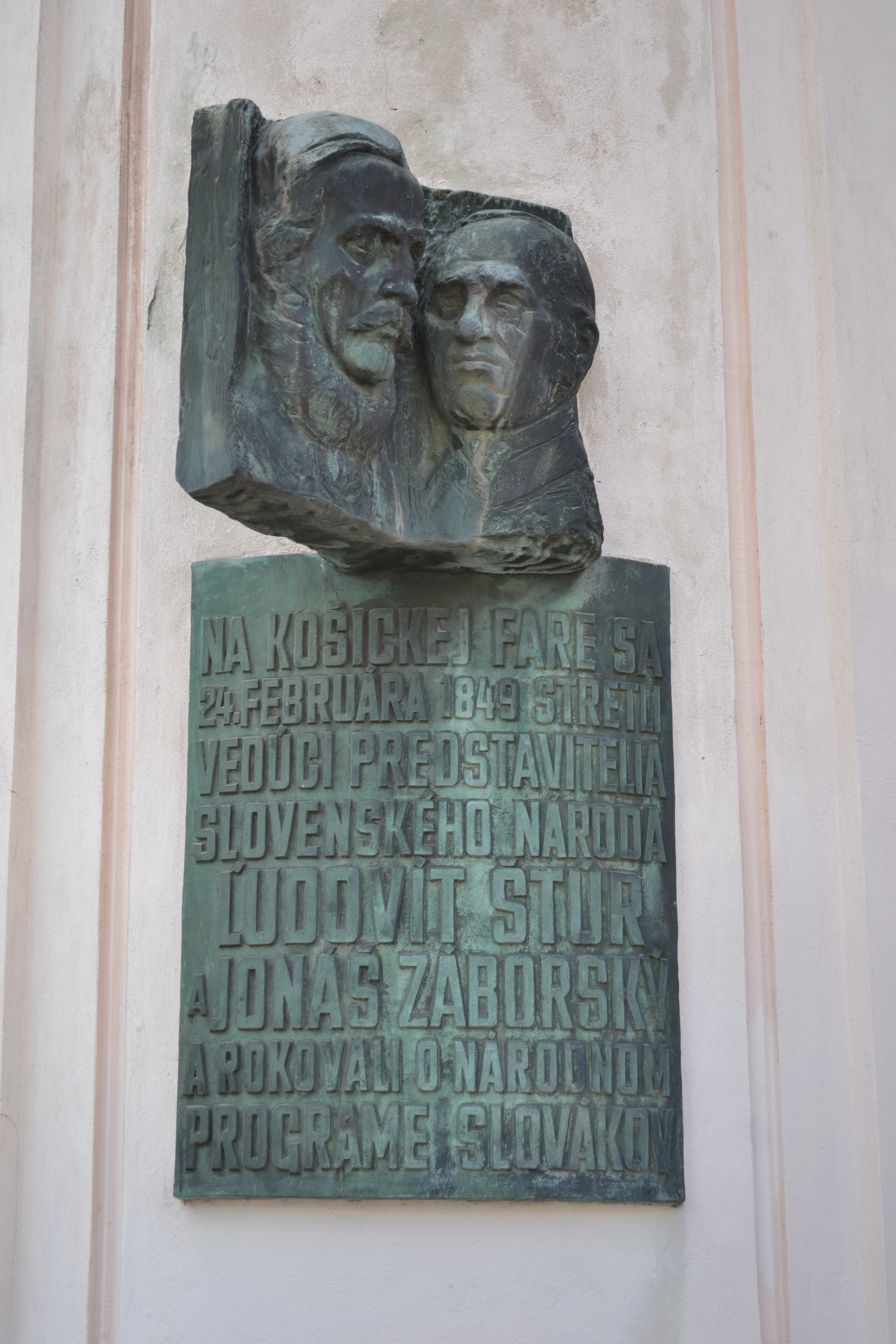
Herdenkingsplaat voor Ľudovít Štúr en Jonáš Záborský.

- In 1849 ontmoetten twee bekende leiders van de Slowaakse natie, Ľudovít Štúr en Jonáš Záborský (°Záborie 3-2-1812 - † Župčany 23-1-1876), elkaar in dit paleis. Om die reden werd een herdenkingsplaat tegen de gevel aangebracht, met aan de bovenzijde een dubbelportret van beide heren in bas-reliëf.

De vertaling van de tekst op dit bord luidt :
"Op 24 februari 1849 kwamen de leiders van de Slowaakse natie, Ľudovít Štúr en Jonáš Záborský, bijeen in de parochie van Košice om het nationale programma van de Slowaken te bespreken."
De auteur van deze herdenkingsplaat was de beeldhouwer Juraj Bartusz. Het monument werd in 1972 onthuld.
- Een andere gedenksteen, gemaakt van wit marmer, werd in 1996 eveneens aan de voorgevel onthuld. Hij herinnert aan bisschop Jozef Čárský (° Gbely 9-5-1886 - † Košice, 11-3-1962), die hier in het verleden werkte. Deze steen is het oeuvre van beeldhouwer Arpád Račko.

Hierop leest men onder meer (vertaald):
"Ik kwam op zoek naar wat verloren was" - Jozef Čársky (Gbely 9 mei 1886 - Košice, 11 maart 1962) - bisschop - apostolisch beheerder van het bisdom Košice, oprichter van de Slowaakse Katholieke Kring in Košice, nationalist, vriend van de armen...

## Illustratie

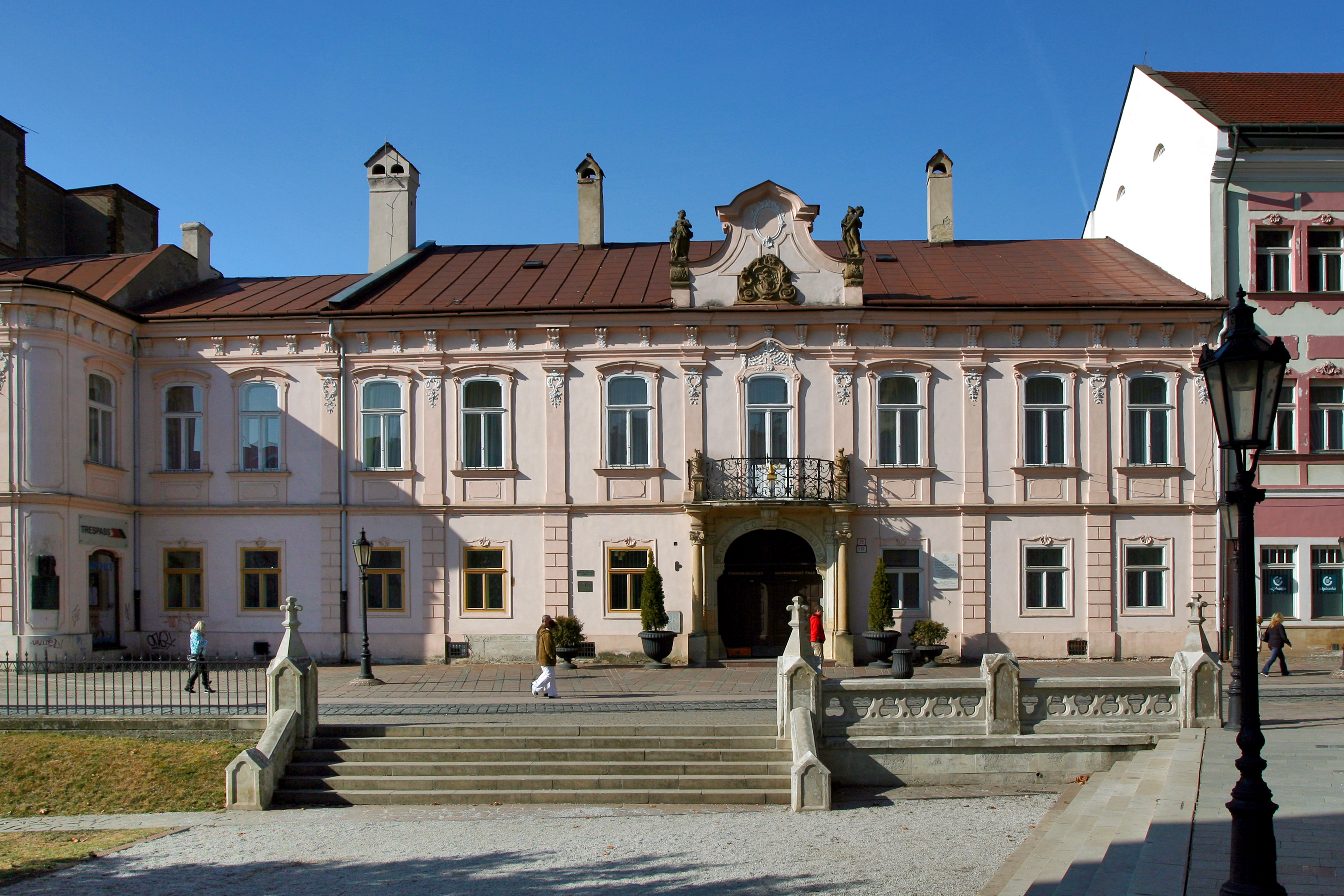
Aartsbisschoppelijk paleis.